# Selección femenina de baloncesto 3×3 de Estados Unidos
La selección femenina de baloncesto 3x3 de Estados Unidos es el combinado que representa a los Estados Unidos en las competiciones internacionales de la modalidad de baloncesto 3×3 femenino. En el 2021 obtuvo la medalla de oro al vencer a la selección rusa en los Juegos Olímpicos.

## Medallero histórico
| Competición          | Oro | Plata | Bronce | Total |
| -------------------- | --- | ----- | ------ | ----- |
| Copa Mundial         | 3   | 0     | 1      | 4     |
| Juegos Olímpicos     | 1   | 0     | 1      | 2     |
| Juegos Panamericanos | 1   | 1     | 0      | 2     |
| Total                | 5   | 1     | 2      | 8     |